# 卢善英
卢善英（韩语： Noh Seonyeong，1989年10月19日—）是一名韩国女子速度滑冰运动员。她在11岁时开始练习滑冰。她的弟弟卢珍圭是一名短道速滑选手，2016年因癌症去世。
2017年10月，卢善英入选2018年平昌冬奥速度滑冰女子追逐赛韩国队阵容，然而国际滑冰联盟规定参加团体追逐赛的选手必须在个人项目中也获得资格，而卢善英并未在任何个人项目上获得资格，她的奥运资格因此成疑。后来，国际奥委会大量剥夺俄罗斯在速度滑冰项目上所获得的席位，卢善英因此递补获得女子1500米项目的资格，得以参加奥运。
卢善英在平昌冬奥期间获得女子1500米的第14名以及女子团体追逐赛的第8名。其中在女子团体追逐赛1/4决赛结束后，队友金宝凛和朴智玗在赛后采访中将队伍在女子团体追逐赛上的失利归咎于卢善英，卢善英听到后痛哭流泪。金宝凛和朴智玗的言论引发了争议，不少网民为卢善英抱不平，要求将金宝凛和朴智玗开除出国家队，后来金宝凛在舆论的压力下被迫道歉。